# 呂敬直
呂敬直（？—？），河南省歸德府寧陵縣人，清朝政治人物、同進士出身。

## 生平
光緒十五年（1889年），参加光緒己丑科殿試，登進士三甲146名。同年五月，著交吏部掣签，分发各省以知县即用。曾任江西德化县知县。宣統時參纂《寧陵縣志》。